# Guilherme Cassel
Guilherme Cassel (Santa Maria, 6 de outubro de 1956) é um engenheiro civil e político brasileiro. Foi ministro do Desenvolvimento Agrário do Brasil.

## Biografia
É pós-graduado em recursos humanos. Foi agente fiscal do Tesouro do Rio Grande do Sul. Atuou como sub-secretário da Fazenda de Porto Alegre, sub-chefe da Casa Civil do governo do Rio Grande do Sul, secretário geral do Governo do Rio Grande do Sul e como chefe de gabinete do então vice-governador Miguel Rossetto.

## Ministério do Desenvolvimento Agrário
Em 9 de janeiro de 2003, no início do 1º governo Lula, assumiu a secretaria-executiva do Ministério.
Em 31 de março de 2006 assumiu interinamente o ministério com a saída do ex-ministro Miguel Rossetto para disputa da vaga de senador pelo Rio Grande do Sul.
Em 27 de junho de 2007 foi efetivado no cargo pelo presidente Lula, após a recusa de Rosseto para retornar ao ministério em função de sua futura disputa da prefeitura de Porto Alegre em 2008.

### Repasses governamentais ao MST
Em março de 2009 o presidente do Supremo Tribunal Federal, Gilmar Mendes, criticou os repasses de recursos do orçamento que acabam beneficiando o MST, financiando assim as ocupações promovidas pelo movimento. Guilherme Cassel informou que não existia relação entre o MST e a Anca (Associação Nacional de Cooperação Agrícola), uma das entidades que haviam recebido recursos da União. Instalada a polêmica, o Tribunal de Contas da União comprovou que 7,3 milhões de reais do orçamento da educação destinado à Anca em 2003 e 2004 foram distribuídos a secretarias regionais do MST em 23 estados. Com a divulgação dos repasses, Cassel afirmou que nem todos na Anca tem vinculação com o MST.